# براندون تايلور (لاعب كرة قدم)
براندون تايلور (بالإنجليزية: Brandon Taylor)‏ هو لاعب كرة قدم بريطاني في مركز الدفاع، ولد في 10 مايو 1999 في غيتسهيد في المملكة المتحدة. لعب مع نادي سندرلاند.